# Sucesor
En matemática, dado un número {\displaystyle n} perteneciente a algún sistema de numeración, conjunto numérico, serie matemática, o sucesión, se llama el sucesor de {\displaystyle n} al número que sucede a {\displaystyle n} según la ordenación en la cual están ordenados los números en ese sistema.
Todo sistema de numeración posee una aritmética que permite operar sobre sus números para obtener su sucesor. Aquellos sistemas en que todo número tiene un sucesor, o bien son sistemas modulares (los que gozan de las propiedades de la aritmética modular) o bien son infinitos por la derecha.

En este ejemplo, puede verse la recta numérica de los números naturales, donde el sucesor de es el número.

En la aritmética de Peano la función sucesor suma {\displaystyle 1} al antecesor.